# Конфетнораскрашенная апельсиннолепестковая обтекаемая малютка
«Конфетнораскра́шенная апельсиннолепестко́вая обтека́емая малю́тка» (англ. The Kandy-Kolored Tangerine-Flake Streamline Baby, 1965, рус. перевод 2007) — первая книга американского писателя Тома Вулфа, представляющая собой собрание двадцати двух эссе писателя, написанных для различных американских журналов и газет.
Книга является одним из первых примеров литературного направления «Новая журналистика», к числу основателей которого относят Т. Вулфа.

## Этимология названия
Название книги дублирует название включённого в неё эссе, впервые опубликованного в журнале Esquire в ноябре 1963 года под заголовком «There Goes (Varoom! Varoom!) That Kandy-Kolored (Thphhhhhh!) Tangerine-Flake Streamline Baby (Rahghhh!) Around the Bend (Brummmmmmmmmmmmmmm)…».
Название тесно связано с именем Джорджа Барриса — одной из знаменитостей мира самодельных автомобилей, кому, по словам Вулфа, и принадлежит конфетнораскрашенный апельсиннолепестковый цвет, его личная смесь.

Эта краска — <…> заставляет выглядеть машину так, как будто её покрыли коркой чипсов в форме лепестков, изготовленных из какого-то полудрагоценного окостеневшего апельсина. Сверху ещё шёл полудюймовый слой прозрачного лака.

По вопросу обтекаемости Вулф отмечает, что в 1930-х, благодаря работающим независимо друг от друга — дизайнеру Баррису и скульптору Бранкузи, сформировалась концепция «обтекаемого модерна», или «криволинейности тридцатых», — как противопоставление засилью Мондриана в автомобилестроении.

Обтекаемость представляет собой барочную абстракцию, барочный модерн или как вы ещё пожелаете это дело назвать. Так вышло, что к тому времени, когда обтекаемостью стали наконец заниматься, <…> возникло движение школы «Баухауз», которое на самом деле представляло собою не в меру раздутого Мондриана. Прежде чем кто-то успел что-то понять, все стало мондриановским. <…> Даже автомобили — Мондриан. <…> Мондриановский принцип: эти прямые углы, всё очень плотное, очень аполлоновское. А обтекаемый принцип, <…> при котором все кривые расплываются и текут просто ради чистого наслаждения, очень свободный, дионисийский.

## История создания
Работая в 1963 году журналистом в издательстве New York Herald Tribune, Том Вулф посетил Hot Rod & Custom Car show в Нью-Йоркском Колизее (англ. New York Coliseum), где написал предисловие к «Конфетнораскрашенной апельсиннолепестковой обтекаемой малютке», но не был удовлетворён результатом своего труда — он не знал, что делать с написанным материалом.
В то же время начинающую набирать обороты карьеру Вулфа потряс катаклизм — последствия Нью-Йоркской газетной забастовки 1962 года (англ. 1962 New York City newspaper strike) дали о себе знать и оставили его без работы. «Соломинкой» для потерявшего единственный заработок писателя стал главный редактор журнала Esquire Байрон Добелл, согласившийся послать Вулфа в Калифорнию для репортажа о культуре форсированных автомобилей. Написанный Вулфом материал был настолько велик, что писатель попросту не видел возможности связать текст воедино, о чём и сообщил Байрону. В ответ последний попросил Вулфа прислать ему то, что было у журналиста на руках, — из полученной рукописи редактор вырезал только первую фразу: «Дорогой Байрон». Весь остальной текст эссе был без изменений опубликован в журнале.
После публикации Вулф продолжил записывать свои впечатления от увиденного в Калифорнии — его эссе нашли отражение в последовавших за «Конфетнораскрашенной апельсиннолепестковой обтекаемой малюткой» публикациях не только в Esquire, но и в ряде других американских журналов и газет. Итогом возросшей популярности работ Вулфа стал выход в 1965 году его первой книги, издателем которой выступили Farrar, Straus and Giroux (англ. Farrar, Straus and Giroux).

## Содержание
Предисловие к книге состоит из рассуждений автора о разновидностях тотемных газет в США и вводного слова к нескольким эссе, представленным в книге, — всего «Конфетнораскрашенная апельсиннолепестковая обтекаемая малютка» состоит из четырёх частей и двадцати двух эссе. Каждая часть книги соответствует единой тематике, отражённой в названии подраздела.
Часть 1, «Создатели новой культуры» описывают нетипичные (на момент издания каждого отдельного взятого эссе) для Соединённых Штатов Америки новшества в общественной жизни, свежие тенденции в коммерции и бизнесе. Раздел книги включил в себя шесть эссе, посвящённых истории и особенностям ритма и темпа жизни Лас-Вегаса, автомобильному спорту с сутью в столкновениях машин, радиостанции WINS (англ. WINS) и популярному «пятому Битлу», «королю истеричных диск-жокеев» Мюррею Кею (англ. Murray the K), визитам джерсийских тинейджерок в Нью-Йорк, первому финансовому магнату, вышедшему из тинейджеров, — Филу Спектору, основателю студии звукозаписи Philles Records и особенностям машиностроения в Детройте, мондриановском дизайне автомобилей, новых формах кузова и «Подростковых ярмарках» — выставках самодельных форсированных автомобилей и «герою» данных мероприятий — Эду Роту (англ. Ed Roth).
Часть 2, «Герои и знаменитости», описывает известных американскому читателю людей середины 1960-х. Раздел книги включил в себя пять эссе, посвящённых Кассиусу Клею и его размышлениях о предстоящем бое с Сонни Листоном, бутлегерству и Джуниору Джонсону (англ. Junior Johnson) — знаменитому водителю гонок на серийных автомобилях (англ. Stock car racing), Кэри Гранту и образах кинозвёзд мужского пола, Роберту Харрисону (англ. Robert Harrison) и роли его журнала Confidential (англ. Confidential) в общественной жизни Нью-Йорка, светской персоне Джейн Хольцер (англ. Jane Holzer) и развале «высшего общества» в США после Первой мировой войны и формированию силами массмедиа Другого Общества.
Часть 3, «Борьба за статус и светское общество», повествует о социально значимых событиях в мире искусства, моды и Другого Общества. Раздел книги включил в себя пять эссе, посвящённых символической роли Медисон-авеню в среде молодёжи, Хантингтону Хартфорду (англ. Huntington Hartford) и основанной им Галереи нового искусства в противопоставление Нью-Йоркскому музею современного искусства, «диктатуре» в сфере живописи, открытию Нью-Йоркской MOMA после реконструкции, разновидностям мужских костюмов с петлицами и пришитыми пуговицами, о моде на индивидуальный пошив одежды, развитым связям в социальной среде профессиональных нянь в Нью-Йорке.
Часть 4, «Любовь и ненависть в Нью-Йоркском стиле», описывает разномастный нью-йоркский социум — раздел книги включил в себя шесть эссе, посвящённых проблеме отцов и детей, специфике взаимоотношений между людьми по воскресеньям, разведённым женщинам в Нью-Йорке и проблемам поиска неженатого мужчины в городе, где ценность брака снижается с повышением уровня материального достатка, дому предварительного заключения для женщин и их развлечениях, хитростям и уловкам в работе профессиональных портье и завышенном самомнении ньюйоркцев, причисляющих себя к главной, высшей лиге общества.

## Персонажи
- Реймонд — тридцатичетырёхлетний инженер из Финикса, используется Вулфом как собирательный образ типичного игрока Лас-Вегаса
- Багси Сигел — американский гангстер 30-х и 40-х годов, один из отцов-основателей Лас-Вегаса в его нынешнем виде
- Мейджор Риддл — президент отеля и казино Дюнс (англ. Dunes)
- Лоуренс Мендельсон — автогонщик, промоутер «Гонок с выбыванием»
- Мюррей Кей (англ. Murray the K) — «король истеричных диск-жокеев»
- Марлен Клер — солистка клубного твистового кордебалета, классическая джерсийская тинейджерка
- Фил Спектор — основатель студии звукозаписи Philles Records
- Эд Рот (англ. Ed Roth) — звезда мира форсированных и самодельных машин
- Кассиус Клей — также известный под именем «Мохаммед Али», легендарный американский боксер
- Джуниор Джонсон (англ. Junior Johnson) — знаменитый водитель гонок на серийных автомобилях (англ. Stock car racing)
- Кэри Грант — англо-американский актёр
- Роберт Харрисон (англ. Robert Harrison) — издатель журнала Confidential (англ. Confidential)
- Джейн Хольцер (англ. Jane Holzer) — «светская львица», актриса, продюсер, модель Энди Уорхола
- Грета Гарбо — используется Вулфом как собирательный образ для праздно гуляющего по Медисон-авеню человека в субботний день
- Хантингтон Хартфорд (англ. Huntington Hartford) — миллионер, основатель «Галереи Нового Искусства»
- «Малыш Александр» — типичный привлекательный молодой человек, зарабатывающий на жизнь эскорт-услугами, сопровождением богатых и пожилых дам на светские вечеринки
- Росс — преуспевающий адвокат, мучающийся проблемой выбора между готовым костюмом и костюмом индивидуального пошива
- Шарлотта — богатая мать ребёнка, отданного на попечение профессиональной няни. Используется Вулфом в качестве примера человека, попавшего под диктатуру сиделки своих детей
- Паркер — отец-неудачник, сын которого «отбился» от рук родителей и стал битником
- Парень и девушка — безымянные герои истории про специфику взаимоотношений между влюбленными по воскресеньям
- Хелен — молодая женщина, у которой есть всё, кроме мужа. Используется Вулфом как иллюстрация к проблеме поиска жениха в Нью-Йорке
- Гарри — молодой человек, сконфуженный беспардонной шуткой женщин, заключённых в колонии на Гринвич-авеню (англ. Greenwich Avenue). Используется Вулфом для описания бесхитростных развлечений находящихся в камерах предварительного заключения молодых девушек
- Рой — профессиональный портье, открывающий хитрости своей профессии
- Джейсон Робардс — известный американский актёр, один из представителей «Высшей лиги» общества
- Имров — вор драгоценностей, обкрадывающий знаменитостей
- Реймонд Магуайер — инспектор полицейского участка Манхэттена

## Художественные особенности
В «Конфетнораскрашенной апельсиннолепестковой обтекаемой малютке» Т. Вулф активно использует ономатопические приёмы и часто обращается к различными видами форматирования текста (разметке): полужирным выделениям, курсиву, написанию слов заглавными буквами, восклицательным знакам, тире. Другой характерной чертой стиля Вулфа является быстрое «переключение» от высоко детализированных технических или научных описаний к красочному разговорному языку — зачастую писатель пользуется данным приёмом в пределах одного предложения. Вулф также активно использует медицинский жаргон в описаниях людей, коммерческий сленг в описании продуктов и вульгарную лексику в описании субкультурных молодёжных объединений.
Представляя собой один из первых примеров «Новой журналистики», «Конфетнораскрашенная апельсиннолепестковая обтекаемая малютка» изобилует типичными для данного направления литературными приёмами:
- Сценоописательством
- Диалогами героев эссе, использованием разговорной, сленговой речи
- Не скрываемой субъективной точкой зрения автора
- Интерпретацией описываемых событий с точек зрения «главных действующих лиц»
- Литературной регистрацией каждодневных деталей

Использованные в «Конфетнораскрашенной апельсиннолепестковой обтекаемой малютке» приёмы нашли отражение и развитие в последующих работах Вулфа, в сборнике эссе Банда насосной станции (англ. The Pump House Gang) (1968) и хрониках коммуны «Весёлых проказников», описанных в документальной книге Электропрохладительный кислотный тест (1968).

## Отзывы прессы и критика
В обзоре книги на сайте тысячи величайших работ по литературе день публикации «Конфетнораскрашенной апельсиннолепестковой обтекаемой малютки» назван сенсацией и днём рождения Новой журналистики.
Книга получила поддержку множества авторитетных американских журналов. О сформированном Вулфом стиле изложения положительно высказался в рецензии критик The Denver Post, сказав: «Вулф словами и антуражем может проделывать такие вещи, которые немногим писателям по плечу». К его мнению присоединился литературный обозреватель The Boston Globe, отметивший: «Для детального описания его уши и глаза — бесподобны; а описание для сатирика, что пули для пистолета».
Журналистами Houston Chronicle и Time Magazine был высоко оценён талант Вулфа-документалиста. В противовес им некоторые другие критики отрицали нетрадиционный стиль Вулфа, хотя многими читателями не ставится под сомнение наличие в книге новаторских исследований популярных явлений описываемого времени.
Вулф, названный «фанатиком американской культуры» в статье «Hipsterism: Same as it ever was», по утверждению автора, своими эссе о молодёжи начала 1960-х предвосхитил движение хиппи — описав их нравы задолго до непосредственного появления последних на общественной сцене. Автор статьи утверждает, что наиболее интересные части книги могут быть понятны исключительно доктору наук по изучению Америки.
Курт Воннегут в обзорной статье для The New York Times описал книгу Вулфа как утверждающую становление господствующего влияния тинейджерской культуры, а самого автора в качестве «единственного человека, способного рассказать правду о Америке» — журналиста, действующего наподобие религиозного проповедника, говорящего грубо и расхаживающего с важным видом.
В портфолио книги на сайте Arthur L. Carter Journalism Institute Вулф назван человеком, у которого журналистам есть чему поучиться, пионером отрасли, безрассудно разрушающим условности ради недопущения ограничения своей свободы.
На портале Goodreads книга имеет средний рейтинг 3,65 из 5 возможных.

## Экранизация
Основная статья: Последний американский герой (англ. The Last American Hero)
Включенное в книгу эссе, «Последний американский герой», было экранизировано в 1973 году Ламонтом Джонсоном под одноименным (англ. The Last American Hero) названием (переиздавался как «Hard Driver»). Главную роль, Джуниора Джонсона, сыграл Джефф Бриджес.
Фильм получил положительный отзыв кинокритика The New Yorker Полин Кейл, хотя на тот момент редакция еженедельника находилась в разногласиях с Томом Вулфом. Главный саундтрек к фильму, песня Джима Кроуса «I Got a Name», в 1973 году вошла в пятерку хит-парада Hot Adult Contemporary Tracks и десятку хит-парада Pop Singles, анносируемых журналом Billboard.

## Издания

### Полные издания
- Tom Wolfe. The Kandy-Kolored Tangerine-Flake Streamline Baby. — US: Farrar, Straus and Giroux, 1965. — 368 с. — ISBN 0553380583.

Впервые опубликованная, «Конфетнораскрашенная апельсиннолепестковая обтекаемая малютка» первое время продавалась в книжных магазинах в секциях социологии.
На английском языке книга неоднократно переиздавалась в 1969, 1970, 1971, 1973, 1976, 1980, 1987, 1999, 2005 и 2009 годах издательствами The Noonday Press, Pocket Books, Bantam Books, Farrar, Straus and Giroux, VINTAGE и Picador.
Большая часть изданий книги на обложке содержала неполную цитату Курта Воннегута: «Вердикт: превосходная книга от гения», хотя дословно рецензия звучала несколько по-иному:
Вердикт: превосходная книга от гения, который сделает всё, чтобы привлечь внимание.
Оригинальный текст (англ.)Verdict: Excellent book by a genius who will do anything to get attention.Курт Воннегут, выдержка из рецензии для The New York Times Book Review (англ. The New York Times Book Review)
Издание на русском языке:
- Том Вулф. Конфетнораскрашенная апельсиннолепестковая обтекаемая малютка. — СПб.: Амфора, 2007. — 479 с. — ISBN 978-5-367-00388-8.

### Аудиокнига
- Tom Wolfe. The Kandy-Kolored Tangerine-Flake Streamline Baby. — US: Books on Tape, Inc., 1989. — ISBN 978-0736616652.

### Фрагменты
- Tom Wolfe. There Goes (Varoom! Varoom!) That Kandy-Kolored (Thphhhhhh!) Tangerine-Flake Streamline Baby (Rahghhh!) Around the Bend (Brummmmmmmmmmmmmmm)… (англ.) // Esquire : magazine. — 1963. — Iss. Nov. 1963.
- Tom Wolfe. The Marvelous Mouth (англ.) // Esquire : magazine. — 1963. — Iss. Oct. 1963.
- Tom Wolfe. Las Vegas (What?) Las Vegas (Can’t hear you! Too noisy) Las Vegas!!!! (англ.) // Esquire : magazine. — 1963. — Iss. Feb. 1964.
- Tom Wolfe. Public Lives: Confidential Magazine; Reflection in Tranquility by the Former Owner, Robert Harrison. (англ.) // Esquire : magazine. — 1963. — Iss. Apr. 1964.
- Tom Wolfe. The Last American Hero Is Junior Johnson. Yes! (англ.) // Esquire : magazine. — 1963. — Iss. Mar. 1965.
- Tom Wolfe. The New Art Gallery Society (англ.) // Harper's Bazaar : magazine. — 1963. — Iss. 1964.
- Tom Wolfe. The Big League Complex // New York, New York. — US: New York Herald Tribune, The Dial Press, Inc., 1964.

Остальные эссе, включённые в полное издание, были опубликованы в воскресном приложении к газете New York Herald Tribune в период с 1963 по 1965 год.

## Использованная литература и источники
1. ↑  Tom Wolfe Bibliography (англ.). neh.gov. Дата обращения: 11 августа 2010. Архивировано 14 августа 2011 года.
2. ↑  Sonja Merljak Zdovc. стр. 46 // Southern writers: a new biographical dictionary. — University Press of America, 2008. — 145 с. — ISBN 9780761841562.
3. ↑  Joseph M. Flora, Amber Vogel, Bryan Albin Giemza. стр. 450 // Southern writers: a new biographical dictionary. — LSU Press, 2006. — 468 с. — ISBN 9780807131237.
4. ↑  История журнала Esquire (с 1932 года до наших дней). esquire.ru. Дата обращения: 26 мая 2010. Архивировано из оригинала 22 января 2008 года.
5. 1 2 3 4  Cary Tennis. Tom Wolfe. salon.com (1 февраля 2000). Дата обращения: 11 июня 2010. Архивировано 14 августа 2011 года.
6. 1 2  Том Вулф. Конфетнораскрашенная апельсиннолепестковая обтекаемая малютка / Пер. с англ. М. К. Кондратьева. — СПб.: Амфора, 2007. — 479 с. — ISBN 978-5-367-00388-8.
7. 1 2 3  Brian Abel Ragen. Tom Wolfe: A Critical Companion. — Greenwood, 2002. — 192 с. — ISBN 978-0313313837.
8. ↑  Beuttler, Bill. Whatever Happened to the New Journalism? BillBeuttler.com. Архивировано 14 августа 2011 года.
9. ↑  Eric McMillan. The new novelism (англ.). editoreric.com. Дата обращения: 8 октября 2010. Архивировано 14 августа 2011 года.
10. 1 2  Review (англ.). amazon.com. Дата обращения: 22 августа 2010. Архивировано 14 августа 2011 года.
11. ↑  Wolfe, Tom (Vol. 147) - Introduction (англ.). enotes.com. Дата обращения: 8 октября 2010. Архивировано 14 августа 2011 года.
12. ↑  Beuttler, Bill. Hipsterism: Same as it ever was (англ.). criticundertheinfluence.wordpress.com (19 марта 2009). Дата обращения: 8 октября 2010. Архивировано 14 августа 2011 года.
13. 1 2 3  Vonnegut, Kurt. 'The Kandy-Colored Tangerine-Flake Streamline Baby' (англ.). nytimes.com (27 июня 1965). Дата обращения: 8 октября 2010. Архивировано 14 августа 2011 года.
14. ↑  Arthur L. Carter Journalism Institute. Tom Wolfe, The Kandy-Kolored Tangerine-Flake Streamlined Baby (Farrar, Straus & Giroux, 1965) (англ.). Portfolio at NYU. journalism.nyu.edu. Дата обращения: 26 мая 2010. Архивировано 14 августа 2011 года.
15. ↑  Tom Wolfe. The Kandy Kolored Tangerine Flake Streamline Baby (англ.). goodreads.com. Дата обращения: 26 мая 2010. Архивировано 14 августа 2011 года. — см. ссылку «rating details», расположенную под крупной серой кнопкой «add to my books» наверху страницы.
16. ↑  Capouya, Emile. «True Facts and Artifacts», Saturday Review, Июль 31, 1965, стр. 23-24. In Shomette, Doug (1992), The Critical Response to Tom Wolfe, Greenwood Press, ISBN 0-313-27784-2.